# Anders Emilsson
Anders Emilsson, född 17 februari 1963, är en svensk tonsättare, klarinettist, organist och dirigent. Han invaldes i Föreningen svenska tonsättare 2006.
Hans musik har framförts av bland andra Kammarensemblen, Stockholms Saxofonkvartett, Nordiska Saxofonkvartetten, Malmö symfoniorkester, Dalasinfoniettan, Marinens musikkår, Göteborg Wind Orchestra, EMO-ensemblen/Helsingfors, Rilkeensemblen, Ensemblen Norrbotten NEO, Helioskvintetten, pianisten Bengt Forsberg, klarinettisterna Kjell-Inge Stevenson och Stefan Harg, hornisterna Sören Hermansson och Radovan Vlatkovic, sopranen Jeanette Bjurling och hovsångerskan Ingrid Tobiasson.
Vuolleh är ett verk byggt på sydsamisk jojk. Det har framförts både vid Nordiska Musikdagarna och ISCM World New Music Days.
Salute the Band komponerades till Blåsarsymfonikernas 100-årsjubileum 2006 och har spelats in på BIS Records av Blåsarsymfonikerna och dirigenten Christian Lindberg. 
Emilsson är utbildad vid Kungliga Musikhögskolan i Stockholm – bland viktiga lärare märks Sölve Kingstedt, klarinett; Torvald Torén och Stefan Therstam, orgel; Daniel Harding och Paul Mägi, dirigering – musikhögskolan i Piteå – Jan Sandström, komposition – samt vid Estonian Academy of Music and Theater – Paul Mägi, dirigering.
Han är sedan 1993 klarinettist i Stockholms läns blåsarsymfoniker. Han har varit organist i Danderyds kyrka (1996–2004) och Immanuelskyrkan i Stockholm (2007–2010) och sedan 2014 är han organist i S:t Lukas kyrka, Järfälla församling.
Emilsson är initiativtagare till och konstnärlig ledare för festivalen ”Musik i Ladan”  Skifsladan, Uppsälje, Dala-Järna. Grundad år 2001. Festivalens uppsättningar av komiska kammaroperor i översättning till dalmål – La serva padrona/Piga ô tyttgubben (Pergolesi), The Telephone/Tillifon (Menotti) och Der Schauspieldirektor/Teaterdirektör'n (Mozart) – har väckt uppmärksamhet.
Vid Musik i Ladan (MiL) 2016 och 2017 framfördes hans egen kammaropera Kejsarens nya kläder med libretto av Daniel Viklund byggt på N Bejers dramatisering av H C Andersens saga. Till MiL 2018 skapade Emilsson och Viklund ytterligare en H C Andersen-opera: Ankungen - som blev en pendang till Kejsarens nya kläder.

## Verk
- Romanza (1979), vn & str orch
- Järnarapsodi (1980), orchestra & soprano
- Den högsta sången Symfonisk dikt (1983), orchestra
- Pajso : Kammarmusikalisk dikt (1985), 12 wind instr
- Musik för stjärnor, vindar och hustak (1986)
- En Västerdalsmässa (1986)
- Blåskvintett 'En vallare-låt' (1987)
- Fyra korta dikter (1988), chamber orchestra
- Requiem aeternam (1991)
- När änglarna sova (1992)
- 23 psalmpreludier (1992), organ
- Crux fidelis (1992), vn
- Tunes – in thirds and overtones (2002), 3 cl & pf
- Svensk svit (2005), saxophone quartet
- Svenska landskap (2005)[3]
- Salute the band (2006), winds & perc
- Vuolleh (2007), choir
- The glade (2007), vn, va, vc, db, perc & pf
- Concerto för 2 horns, wind ensemble & percussion (2008)
- Tre sista sånger (2009), soprano & strings
- Än ropar skapelsen (2010), choir
- Hymnus (2014) for Horn-quartet & organ
- A ride into the Wood (2015), orchestra
- Kejsarens nya kläder (2016), chamber opera
- Well Echoes (2016), orchestra
- Ankungen (2018), chamber opera
- Natt /(H Martinson) (2018), choir
- Vildmarkspoeten (2020-21), opera